# Joël Damahou
Joël Eric Bailly Damahou (Koumassi, 1987. január 28. –) elefántcsontparti labdarúgó, a ciprusi másodosztályú Árisz Lemeszú játékosa.